# Tiffany Joncour
Pour les articles homonymes, voir Joncour.
Tiffany Joncour, née le 2 septembre 1989 à Lyon, est une femme politique française. Membre du Rassemblement national, elle est élue députée de la 13e circonscription du Rhône lors des élections législatives anticipées consécutives à la dissolution parlementaire de 2024.

## Parcours politique
Tiffany Joncour s’engage au Front national dans les années 2010. Elle est élue d'opposition dans le 9e arrondissement entre 2015 et 2020. Elle est la candidate du FN aux élections législatives de 2017 dans la 1re, puis dans la 7e circonscription du Rhône en 2022. Elle est déléguée départementale du RN depuis 2023.
En 2024, elle remporte la 13e circonscription du Rhône, devenant députée et marquant sa première entrée à l'Assemblée nationale. Elle siège à la commission des Affaires culturelles et de l'éducation.

## Prises de positions
Elle revendique son appartenance en 2018 à la Manif pour tous et une proximité avec Marion Maréchal et Bruno Gollnisch, figures du Front national. 
La presse relève depuis plusieurs années son activité en ligne, où elle partage des publications de Génération identitaire, et sa proximité avec les groupuscules identitaires lyonnais,. StreetPress indique qu'elle a notamment bénéficié du soutien des réseaux identitaires lyonnais les plus radicaux, et que son mari est une figure de cette mouvance, multi-condamné pour des faits de violences.

## Synthèse des résultats électoraux

### Élections législatives
| Année | Parti        | Parti | Circonscription | 1er tour | 1er tour | 1er tour | 2d tour | 2d tour | 2d tour | Issue  |
| Année | Parti        | Parti | Circonscription | Voix     | %        | Rang     | Voix    | %       | Rang    | Issue  |
| ----- | ------------ | ----- | --------------- | -------- | -------- | -------- | ------- | ------- | ------- | ------ |
| 2017  |              | FN    | 1re du Rhône    | 2 602    | 7,42     | 5e       |         |         |         | Battue |
| 2022  |              | RN    | 7e du Rhône     | 3 108    | 11,36    | 4e       |         |         |         | Battue |
| 2024  | 13e du Rhône | RN    | 22 417          | 36,35    | 1re      | 28 871   | 51,87   | 1re     | Élue    |        |